# Selecció txeca de corfbol
La selecció txeca de corfbol és dirigida per la Český korfbalový svaz (CKS) i representa a la República Txeca a les competicions internacionals de corfbol. La Federació Txeca es va fundar l'any 1988.

## Història
| Campionat del Món |                       |                           |               |
| Any               | Campionat             | Seu                       | Classificació |
| 1995              | 5è Campionat del Món  | Nova Delhi (Índia)        | 7a plaça      |
| 2003              | 7è Campionat del Món  | Rotterdam (Països Baixos) | 3a plaça      |
| 2007              | 8è Campionat del Món  | Brno (República Txeca)    | 3a plaça      |
| 2011              | 9è Campionat del Món  | Shaoxing (Xina)           | 8a plaça      |
| 2015              | 10è Campionat del Món | Anvers (Bèlgica)          | 9a plaça      |
| 2019              | 11è Campionat del Món | Durban (Sud-àfrica)       | 8a plaça      |

| World Games |                 |                     |               |
| Any         | Campionat       | Seu                 | Classificació |
| 2005        | 7ns World Games | Duisburg (Alemanya) | 3a plaça      |
| 2009        | 8ns World Games | Kaohsiung (Taiwan)  | 5a plaça      |
| 2013        | 9ns World Games | Cali, Colòmbia      | 7a plaça      |

| Campionat d'Europa |                       |                    |               |
| Any                | Campionat             | Seu                | Classificació |
| 1998               | 1r Campionat d'Europa | Portugal           | 4a plaça      |
| 2002               | 2n Campionat d'Europa | Catalunya          | 2a plaça      |
| 2006               | 3r Campionat d'Europa | Budapest (Hongria) | 3a plaça      |
| 2010               | 4t Campionat d'Europa | Països Baixos      | 3a plaça      |
| 2014               | 5è Campionat d'Europa | Portugal           | 5a plaça      |
| 2016               | 6è Campionat d'Europa | Països Baixos      | 7a plaça      |
| 2018               | 7è Campionat d'Europa | Països Baixos      | 5a plaça      |